# Сен-Мар-дю-Дезер
Сен-Мар-дю-Дезер (фр. Saint-Mars-du-Désert) — коммуна на западе Франции, находится в регионе Пеи-де-ла-Луар, департамент Атлантическая Луара, округ Шатобриан-Ансени, кантон Нор-сюр-Эрдр. Расположена в 19 км к северо-востоку от Нанта и в 70 км к западу от Анже. 
Население (2017) — 4 899 человек.

## История
Территория вдоль реки Эрдр была освоена и заселена галлами. Затем сюда пришли римляне, давшие местному лесу имя своего бога войны Марса. Они продолжили расчищать лес, построили театр и ипподром в Пети-Маре. 
В конце IV или середине V века деревню разграбили гуннов. Территория вдоль Эрдра вновь обезлюдела до VI века, когда здесь стали селиться переселенцы из Бретани. В конце VI века по приказу епископа Феликса Нантского была построена плотина на Эрдре у Нанта, что сделало реку более судоходной. Но при этом деревья в Марсовом лесу стали гнить, что положило начало превращению левого берега Эрдра в болото Сен-Мар.
В X веке был основан приорат Святого Медара, вокруг которого вырос нынешний поселок.

## Достопримечательности
- Церковь Святого Медара 1849-1870 годов
- Кальвария XIX века
- Шато Йоньер с парком XVIII века
- Шато Перре XIX века
- Шато Ла-Рэмбертьер XIX века

## Экономика
Структура занятости населения:
- сельское хозяйство — 8,5 %
- промышленность — 21,3 %
- строительство — 9,8 %
- торговля, транспорт и сфера услуг — 31,1 %
- государственные и муниципальные службы — 29,3 %

Уровень безработицы (2017 год) — 5,8 % (Франция в целом — 13,4 %, департамент Атлантическая Луара — 11,6 %). 

Среднегодовой доход на 1 человека, евро (2017 год) — 22 410 (Франция в целом — 21 110, департамент Атлантическая Луара — 21 910).

## Демография
Динамика численности населения, чел.

## Администрация
Пост мэра Сен-Мар-дю-Дезера с 2014 года занимает Барбара Нурри (Barbara Nourry). На муниципальных выборах 2020 года возглавляемый ею право-центристский блок был единственным.
| Период | Период | Фамилия          | Партия                             | Примечания                                                          |
| ------ | ------ | ---------------- | ---------------------------------- | ------------------------------------------------------------------- |
| 1971   | 1977   | Мишель Паго      |                                    |                                                                     |
| 1977   | 1983   | Анри Кулон       |                                    |                                                                     |
| 1983   | 1996   | Филипп Тузо      | Разные правые                      |                                                                     |
| 1996   | 2001   | Анри Леконт      | Объединение в поддержку Республики | директор отделения ассоциации SAF                                   |
| 2001   | 2008   | Анни-Франс Тузо  | Разные правые                      | пенсионерка                                                         |
| 2008   | 2014   | Фредерик Мендрон | Союз демократов и независимых      | региональный директор лакокрасочной компании                        |
| 2014   |        | Барбара Нурри    | Союз демократов и независимых      | помощник руководителя, вице-президент Совета региона Пеи-де-ла-Луар |